# 엘리먼트 (소프트웨어)
엘리먼트(Element, 이전 이름: Riot 및 Vector)는 매트릭스 프로토콜을 구현하는 자유-오픈 소스 소프트웨어 인스턴트 메신저 클라이언트이다.
엘리먼트는 단대단 암호화, 비공개 및 공개 그룹, 사용자 간 파일 공유, 음성 및 영상 통화, 봇 및 위젯을 통한 기타 협업 기능을 지원한다. 최신 웹 브라우저를 통해 액세스할 수 있는 웹 애플리케이션, 윈도우, macOS, 리눅스용 데스크톱 앱, 안드로이드 및 iOS용 모바일 앱으로 사용할 수 있다.

## 같이 보기
- 인터넷 릴레이 챗
- 리치 커뮤니케이션 서비스
- 세션 개시 프로토콜
- XMPP